# 李蒨蓉
李蒨蓉（英語：Janet Lee Chien-rong，1978年10月5日—），台灣女藝人，以MTV中文台VJ身份出道。

## 個人生活
2003年，發表個人化妝品品牌「Princess J」。
2004年長子誕生。2004年6月18日，與經營運動鞋貿易邁群集團的執行長李德立（Alan，英美菸草公司家族的第2代）結婚。2005年次子誕生。2009年7月，老公李德立趁李蒨蓉帶2個兒子暑假赴美，二夜摟兩女出遊。
2010年2月，代理日本高爾夫休閒運動品牌服裝「Dance with Dragon」。
2015年3月29日，因進入中華民國陸軍基地並拍攝AH-64E阿帕契攻擊直升機與其合照而引發爭議，最終獲得不起訴處分。

## 爭議

### 阿帕契打卡事件
- 2015年3月29日，在中華民國陸軍中校友人勞乃成[4][5][6]帶領下，進入陸軍601旅參觀AH-64E阿帕契攻擊直升機，在其坐進駕駛艙後，且李蒨蓉的夫婿戴上互動式頭盔拍照，事後將照片上傳臉書並打卡炫耀，而引發爭議。起初，李蒨蓉以「這有這麼嚴重嗎？」為由拒絕道歉，也讓照片成為大眾討論話題，被調侃為「阿帕契姐」[7]、「阿帕契女王」[8]、「阿帕契女神」[9]、「軍紀之母」[10]等，隨後在各方撻伐下鬆口說：「我白目，我道歉。」但她「不覺得有不妥」。
- 2015年4月3日，國防部陸軍司令部除了道歉外，宣布調整「李蒨蓉參觀阿帕契事件」相關人員之懲處，最終有5名高階軍官遭記過懲處，2名高級軍官被調職處分。李蒨蓉稱會「虛心接受所有的批評指教」，承諾之後會「誠實以對，配合檢調」。[11]

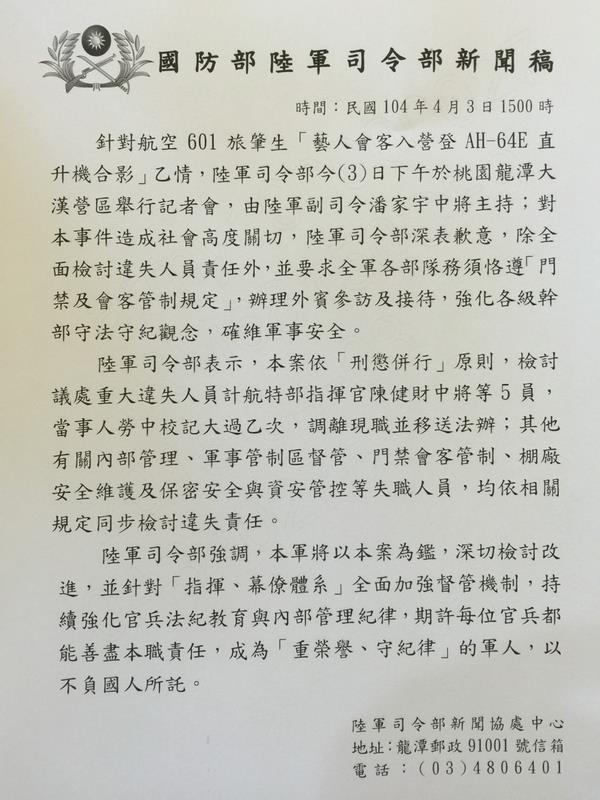
中華民國國防部陸軍司令部針對藝人李蒨蓉登上陸軍航空第六〇一旅AH-64E直昇機拍照事件，所發布的新聞稿

- 2015年4月4日，臺灣桃園地方法院檢察署通報海洋委員會海巡署及內政部移民署將勞乃成、李蒨蓉等除小孩外的13名成人限制出境。[12][13]
- 2015年4月5日，李蒨蓉4度鞠躬道歉，表示願做國軍志工。
- 2015年4月6日，勞乃成因違反中華民國《國家機密保護法》、《要塞堡壘地帶法》等罪嫌，諭令新台幣50萬元交保候傳，李蒨蓉等15名成人改列被告，全案自他字案轉為偵字案。[14]
- 2015年8月21日，阿帕契案檢方不起訴，中華民國國防部回覆，陸軍航空第601旅並非要塞、堡壘；且依照「國防部外洩機密資料審議委員會設置及鑑定要點」，也未核定為軍事機密、國防秘密；「既然非要塞，也使得拍照照片、飛行頭盔等不被列為軍事機密」。[15]

### 宗教言論爭議
李蒨蓉早年篤信臺灣民間信仰，她透露自己曾走火入魔，有人說哪尊佛很靈，她就會不疑有他去試，有陣子瘋狂拜濟公。由於該廟宇濟公的乩童飲酒，她也邊拜邊喝，常喝到醉醺醺，最誇張的一次，是喝到人不舒服，醒來後也忘記前一晚發生的事情。在2015年阿帕契打卡案事件之後，李蒨蓉改信基督教。
2020年10月30日，李蒨蓉在臉書發文表示，認為基督徒不應該慶祝萬聖節，她認為大家都搞錯萬聖節背後真正的涵義，質疑基督徒為何要慶祝萬聖節，覺得這說穿了就是一種「拜鬼」的行為，更以中元普渡比喻萬聖節。而在與網友討論宗教話題時，脫口而出「許多流氓無賴都是佛教徒，不是嗎」的爭議性言論，引發部分網友不滿而留言砲轟。

## 演出作品

### 音樂錄影帶
- 范曉萱〈健康歌〉舞曲版（1997年）
- 動力火車〈衝動〉（2001年）
- 楊培安〈戀人無雙〉（2014年）

### 電視劇
| 年份   | 頻道       | 劇名             | 角色            | 性質 |
| ------ | ---------- | ---------------- | --------------- | ---- |
| 1991年 | 中視無線台 | 《男人活該》     | 賈美            | 配角 |
| 2000年 | 民視無線台 | 《飛龍在天》     | 陳麗君          | 配角 |
| 2002年 | 台視主頻   | 《愛情大魔咒》   | 丁文琳          | 配角 |
| 2002年 | 華視       | 《愛上痞子男》   | 媛媛            | 客串 |
| 2003年 | 中視無線台 | 《熟女慾望日記》 | 艾蓮            | 主演 |
| 2007年 | 民視無線台 | 《黑糖瑪奇朵》   | 英文老師Miranda | 配角 |

### 電影
| 年份   | 片名   | 角色 | 導演   |
| ------ | ------ | ---- | ------ |
| 2008年 | 鈕扣人 | 阿觀 | 錢人豪 |

### 紀錄片
| 年份   | 頻道     | 節目                   |
| ------ | -------- | ---------------------- |
| 2009年 | 探索頻道 | 《聚焦台灣：彩虹大道》 |

## 主持作品

### 電視節目
| 年份     | 頻道             | 節目                        |
| -------- | ---------------- | --------------------------- |
| 1997年   | 台視／中視無線台 | 《世界非常奇妙》            |
| 1998年   | 民視無線台       | 《小鎮嬉遊記》              |
| 2000年   | MTV              | 《MTV新掀貨》               |
| 2001年   | 中視無線台       | 《歡喜玉玲龍·歡喜全民開唱》 |
| 2002年   | 中天娛樂台       | 《七點樂透透》              |
| 2002年   | 華視主頻         | 《週五全家樂》              |
| 2008年   | 東風衛視         | 《我愛美麗》                |
| 年份待考 | 民視無線台       | 《我就是愛美》              |
| 年份待考 | MTV              | 《MTV封神榜》               |
| 年份待考 |                  | 《天FUN樂壇》               |

## 廣告
- 1988高露洁牙膏
- 1991维他露P饮料
- 1992美吾发洗发精
- 1996好自在女性用品
- 1998爱之味饮料
- 1999蜜斯佛陀SKII面膜、妮维雅平面广告
- 2001华歌尔「莎薇」系列、和信超媒体「GIGAAVMAIL」
- 2002 7-11「心热园」
- 2003黑松「LGG系列」、光泉「异国茶」、有氧生活「老虎牙子」

## 出版作品

### 書籍
| 年份       | 作者   | 書名                                                                 | 出版社   | ISBN                   |
| ---------- | ------ | -------------------------------------------------------------------- | -------- | ---------------------- |
| 2001年8月  | 李蒨蓉 | 《小氣BUY金女》                                                      | 春光     | ISBN 978-957-469-609-3 |
| 2002年12月 | 李蒨蓉 | 《Beauty 102》                                                       | 臺視文化 | ISBN 978-957-565-545-7 |
| 2005年10月 | 李蒨蓉 | 《Princess公主誌》                                                   | 臺視文化 | ISBN 978-957-565-755-0 |
| 2007年8月  | 李蒨蓉 | 《Beauty 103：美妝魔法影音全記錄》                                   | 蘋果屋   | ISBN 978-986-834-261-3 |
| 2007年12月 | 李蒨蓉 | 《Beauty 105：橘紅、火紅、桃紅、黑紅四大色系完整妝容示範》           | 蘋果屋   | ISBN 978-986-834-265-1 |
| 2008年5月  | 李蒨蓉 | 《Beauty 107》                                                       | 蘋果屋   | ISBN 978-986-843-230-7 |
| 2009年9月  | 李蒨蓉 | 《免動刀微整美容初體驗：李倩蓉vs.六大魔法名醫變美祕訣大公開》        | 蘋果屋   | ISBN 978-986-644-410-4 |
| 2015年3月  | 李蒨蓉 | 《跪婦女神婚姻奮鬥記：待夫育兒療癒級mur mur領銜人妻衝衝衝》          | 時報文化 | ISBN 978-957-136-181-9 |
| 2020年3月  | 李蒨蓉 | 《美麗心覺醒：一堂價值上億元的生命成長課，一份天上掉下來的無價贈禮》 | 時報文化 | ISBN 978-957-138-131-2 |

### 雜誌連載
| 年份           | 書名                          | 出版社   |
| -------------- | ----------------------------- | -------- |
| 2002年         | 《艾女生雜誌·李蒨蓉愛美筆記》 | 台視文化 |
| 2006年－2007年 | 《Princess公主誌》            | 台視文化 |

## 外部連結
- 李蒨蓉在互联网电影资料库（IMDb）上的資料（英文）
- 李蒨蓉的Facebook專頁
- 李蒨蓉的Instagram帳戶